# بلیزن (روستا)
بلیزن (روستا) (به لاتین: Blizne) یک روستا در لهستان است. این روستا جزء میراث جهانی یونسکو در این کشور است.

## خصوصیات
بلیزن  ۲٬۸۰۰ نفر جمعیت دارد.